# Stamnodes carcavalloi
Stamnodes carcavalloi is een vlinder uit de familie van de spanners (Geometridae). De wetenschappelijke naam van de soort is voor het eerst geldig gepubliceerd in 1962 door Orfila & Schajovski.